# Разпоповци
Разпоповци е заличено село, което днес е част от град Елена.

## География
Намира се на 3,5 километра източно от центъра на град Елена. Разположено е на десния бряг на река Бързица (Голямата река) и от двете страни на Кринковското дере. През селото минава пътят Велико Търново и Горна Оряховица за Елена. В непосредствена близост южно от селото е жп гара Елена, а още по на юг – заводът за стъкло. Тези строежи и корекцията на реката, която по-рано минава през селото, променят коренно неповторимата природна даденост на селището.

## История
Селото възниква от 2 махали – Попдимитровци на левия бряг на река Златаришка река и Разпоповци – на десния ѝ бряг. По-старо като поселение се счита Попдимитровци. По-късно двете махали се сливат под общото наименование Разпоповци.
Приема се, че първият заселник в Разпоповци е овчар. След него идват още четири семейства и си направили колиби край кошарите от двете страни на дола в местността Дренака. Предполага се, че тогава е поставен и обредният камък в местността Чукара, който служел за оброчище.
Според запис в черковната летописна книга наименованието си селото получило от разпопването на поп Цвею, еленски свещеник, който имал кошара тук. Като умряла попадията му, той заживял със слугинята си. Тя родила син, когото кръстили Куцар. На него попът дал Куцарчова лъка, а той се разпопил и останал да живее в кошарата си.
Разпопен бил и друг поп, обесен от турците по настояване на жена му, за да може да се омъжи и да има кой да отгледа децата ѝ. Бил разпопен и трети свещеник - известният поп Мартин. Той бил лишен от сан, защото станал хайдутин при Вълчан войвода. Преданието разказва, че поп Мартин се разпопил, защото Търновският аянин харесал жена му и я отнел с хитрост. В знак на протест той става хайдутин, за да отмъщава на турците. Във връзка с тези разпопвания селото било назовано Разпоповци.
Има данни, че след кърджалийското нападение на Елена през 1800 г. на Гергьовден, тук идват нови заселници. Според данни на руското военно разузнаване в 1877 г. селото наброявало 30 къщи, в които живеели само българи.
Жителите на Разпоповци се занимавали със земеделие, скотовъдство и гурбетчийство в чужбина. Някой се занимавали с производство на дървени въглища. Развити били и занаятите като бакърджийство, бъчварство, металообработване, грънчарство, куюмджийство (златарство). Разпоповските златари били прочути с изработването на църковни утвари – кандила, светилници и предмети за украшения – пръстени, обици, чапзи. Те даже изработвали и фалшиви монети.
Селото сериозно пострада при голямото наводнение на 19 юни 1943 година. Напълно са разрушени 7 къщи, а други 10 негодни за живеене, наводнени са читалището и църквата, дадена е една човешка жертва.
Разпоповци се налага като естествено средище на околните махали.

## Религии
Църквата „Св. Никола Миралийски“ е построена през 1874 – 1875 г. Осветена е на Стефановден. Разрешение за построяването ѝ е дадено със султански ферман от 29 април 1874 г. По време на Освободителната война църквата е разграбена и превърната в конюшна от турците. Възстановена е през 1878 година.

## Обществени институции
Килийно училище било основано в 1844 г. в махала Попдимитровци. През 1869 г. с участието на населението е построена училищна сграда. Тук се обучавали децата и от околните махали. В 1931 г. е изградено ново училище.
Началото на Разпоповското читалище „Просвета“ е сложено с театрално представление на „Райна княгиня“ на 26 декември 1881 г. Оттогава и до днес театралният „факел“ в селото не е угасвал. Разпоповското читалище развива богата и разнообразна културна и просветна дейност и се ползва с известност в целия Еленски край.
През 1931 г. с много трудности и заеми, но с голям ентусиазъм и доброволен труд разпоповчани издигат новата читалищна сграда, от втория етаж на която години наред на всеки празник се развява националният трибагреник. На читалищната сграда е поставена паметна плоча с имената на загиналите разпопчани през войните.

## Забележителности
През Възраждането Разпоповци било заможно и ревностно пазело българската просвета и култура. От него по това време излезли над 80 учители.
С битов хор, мандолинен оркестър, музеен кът, картинна сбирка духовното средище на Разпоповци се налага като едно от най-дейните в Еленска околия.
През 1981 г. по случай 100-годишния юбилей на читалище „Просвета“ в центъра на селището бе направена чешма-паметник на Емилиян Станев, чийто родови бащини корени са от тук.

## Личности
Родени в Разпоповци
- Георги Георгиев – Гец (4.X.1926 – 2.IX.1996), артист
- Светослав Иванов Савов, артист

С разпоповски корени
- Емилиян Станев (28.II.1907 – 15.III.1979), български писател и публицист
- проф. Георги Антонов Папазов (1918 – 2002) – лекар-ендокринолог

Други
- Никола Петков Мартинов, син на изселил се в с. Червена вода, Русенско разпоповчанин, участва в четата на Бачо Киро и поп Харитон и загива в битката при Дряновския манастир.
- Стойчо Стайков поддържа връзки със Стефан Стамболов във Влашко.
- Никола Попстоянов – възрожденски учител и свещеник е член на революционния комитет в Елена.